# Tulisaari (ö i Kajanaland, Kehys-Kainuu, lat 64,17, long 29,51)
Tulisaari är en halvö i Finland. Den ligger i sjön Lammasjärvi och i kommunen Kuhmo i den ekonomiska regionen  Kehys-Kainuu  och landskapet Kajanaland, i den centrala delen av landet, 500 km nordost om huvudstaden Helsingfors.